# فاطمة آل عائض
فاطمة بنت عائض آل عائض المغيدي العسيري (1239هـ - 1296هـ) أميرة وشاعرة وفارسة عربية، إذ تعد من أشهر الشخصيات النسائية العربية التاريخية المقاومة للدولة العثمانية في تاريخ منطقه عسير.

## ولادتها ونسبها
ولدت فاطمة في قرية ريده بمنطقة عسير عام 1239 هـ، وترعرعت فيها، وعاشت تحت كنف والدها الشيخ عائض بن مرعي. وهي تنتسب الى قبيلة عسير المعروفة في جنوب غرب المملكة العربية السعودية.

## حياتها
اشتهرت فاطمة بين الناس أنها ذات دين متمسكةٌ بتعاليمه، وغلب على حياتُها الزهد والتنسك. وكانت من أكثر الشخصيات المعروفة بالزهد في الدين والاستقامة في الحياة، وأدركت ما يدور حولها وما يجري لوطنها عسير من محنٍ وصراعات دموية بسبب احتلال الأتراك لأرضها. وكانت المصيبة الكبرى ما شاهدته من قتلٍ لوالدها في إحدى المعارك الحربيّة ضد الأتراك عام 1272هـ، فثارت منها كل ثائرة وشعرت بأن حبّ أرضها وعشقها لوطنها عسير يُحتّم عليها حمل السلاح والتدريب. وفعلاً حملت السلاح وتدربت على فنون القتال وركوب الخيل، وقررت أن تقود مقاومة بطولية ضد المحتلين، وقامت بمضايقة الأتراك وجندهم من خلال شنّ الهجمات عليهم ليلا نهارا، تعبيرا عن رفضها لوجودهم في بلادها عسير، مما دفع الأتراك لوضع خطط للقبض عليها.
بدأت فاطمة في نظم شعر الحرب الحماسي الذي ألهب مشاعر أبناء قبيلتها وحركهم لقتال الأتراك وطردهم عن البلاد.
ومن احدى قصائدها هذا المقطع:

## أسرها
قامت عدة معارك بين آل عائض والأتراك، قاتلت فيها فاطمة بضراوةٍ عنيفة، وكانت هي المرأة الوحيدة التي هدت تلك الجزرة والتي راح ضحيتها شقيقاها محمد وسعد اللذين قُتلا أمام ناظريها، وظلّت تحارب والسيف بيدها ولم تستسلم، وسطرت صفحة البطولة والفداء خالدةّ في صفحة التاريخ حتى تم القبض عليها بكمينٍ دُبّر له، فأسروها وأخذوها مكبلة اليدين إلى «إسطنبول» في تركيا مع أشقائها أحمد ويحيى وعلي وعبدالرحمن وسعيد ومع من سبق من وجهاء وأسرى عسير، وأخذت معها ابنة أخيها سعاد التي أصبحت يتيمةّ بعد مقتل والدها في تلك المعركة، فكانت الأميرة فاطمة بنت عائض هي المربية والمعلمة لابنة أخيها مما أثر ذلك في شخصيتها تأثيراً كبيراً. وفي النفي كتبت الأميرة فاطمة أجود شعرها إذ فيه الحنين إلى الوطن والدعوة للصبر.

## وفاتها
في الأسر وقبل وفاتها بفترةٍ وجيزة من العام 1296هـ، كتبت فاطمة نسخةً من المصحف الشريف بخط يدها، وأرسلته إلى السلطان محمود الثاني، وكتبت عبارةً مؤثرة للسلطان في تقدمتها للمصحف. ولمّا اطلع السلطان على المصحف والعبارة المكتوبة تأثر تأثراً شديداً وأمر بإطلاق سراحها والعفو عنها وعن أشقائها وابنة أخيها وجميع الأسرى ممن كانوا معها. ولمّا جاء الرسول من قبل السلطان إلى السجن للإبلاغ عن أمر السلطان، وجدت الأميرة فاطمة آل عائض قد قضت روحها والمصحف بيدها، ودفنت في اسطنبول، بعد أن سطرت أروع الأمجاد وآثرت ميتة العز على حياة الذلّ.

## روايات أُخرى
ثمة رواية تاريخية أخرى تتقاطع إلى حد كبير مع الشخصية نفسها، وتشير إلى الآتي: